# Kay-Sölve Richter

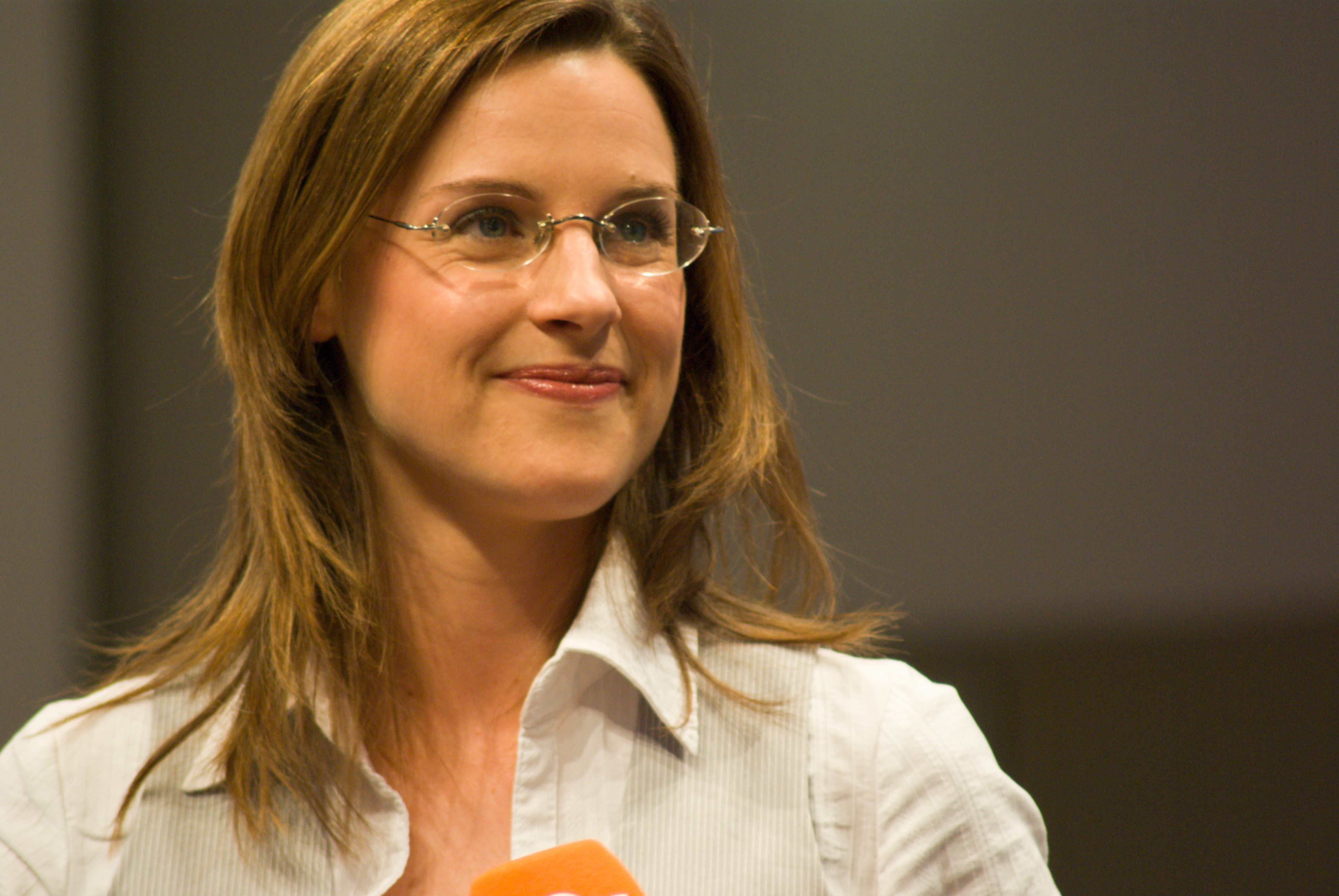
Kay-Sölve Richter auf der IFA 2007

Kay-Sölve Richter (* 28. Dezember 1974 in Gifhorn, Niedersachsen) ist eine deutsche Journalistin und Fernsehmoderatorin.

## Leben und Wirken
Kay-Sölve Richter wuchs im Detmolder Ortsteil Diestelbruch auf. Nach dem Abitur am Detmolder Christian-Dietrich-Grabbe-Gymnasium (1994) begann Richter als Volontärin bei dem lokalen Radiosender Radio Lippe, für den sie schon als Schülerin gearbeitet hatte. Danach moderierte sie bei Energy Hamburg. Nach dem Wechsel zum Privatsender Radio Hamburg wurde ihre Radiostimme einem größeren Publikum bekannt. Später führte sie zudem durch Sendungen im WDR-Radioprogramm 1Live.
Im Jahr 2000 wechselte sie vom Hörfunk zum Fernsehen. Zunächst präsentierte sie bei RTL Nord das regionale Nachrichtenmagazin Guten Abend RTL. Ab 2003 sprach sie die Nachrichten beim Nachrichtensender n-tv, einer RTL-Tochter, meist um die Mittagszeit. Außerdem moderierte sie am Wochenende die Hauptnachrichtensendung RTL aktuell bei RTL gemeinsam mit Peter Kloeppel. 
Im Jahr 2005 wechselte Richter zum ZDF und moderierte dort die heute-Nachrichten im ZDF-Morgenmagazin. Zusätzlich übernahm sie ab 2007 auch die Moderation im ZDFwochen-journal im Wechsel mit Susana Santina. Am 4. Mai 2009 wechselte sie als neue Hauptmoderatorin zu den heute nacht-Nachrichten und löste dort Annika de Buhr ab.
Vom 5. Dezember 2010 bis Ende 2021 fungierte Richter als regelmäßige Vertretung für Gundula Gause und Heinz Wolf als Co-Moderatorin im heute-journal. Im August 2022 und Dezember 2023 war sie dort wieder zu sehen, ebenso im Januar 2025. 
Seit dem 7. Februar 2011 moderierte sie vorrangig die Nachmittagssendungen der heute-Nachrichten und die Sendung heute – in Deutschland. Sie wechselte sich bei der Moderation mit ihrer Kollegin Ina Bergmann ab. Richter moderierte am 14. Januar 2011 das letzte Mal heute nacht. Seit Juli 2011 ist sie zudem sporadisch wieder bei den heute-Nachrichten im ZDF-Morgenmagazin als Vertretung im Einsatz. Seit März 2015 moderierte sie ebenfalls vertretungsweise auch das ZDF-Mittagsmagazin. Nach dem Umzug des Mittagsmagazins nach Berlin moderiert sie vertretungsweise die Spätschiene des ZDF-Morgenmagazins an der Seite von Mitri Sirin.
Während ihrer Tätigkeit als Redakteurin und Moderatorin nahm sie außerdem ein Studium der Geschichts- und Politikwissenschaften in Hamburg auf, das sie 2002 mit dem akademischen Grad Diplom erfolgreich abschloss.
In ihren sendefreien Zeiten arbeitet Richter als Medientrainerin. Sie war 2006 für den Deutschen Fernsehpreis in der Kategorie „Beste Moderation einer Informationssendung“ nominiert.